# Hamid Houda
Mohammed (Hamid) Houda (Meknes (Marokko), 12 juli 1954) is een Nederlands voormalig politicus.
Houda kwam als kind vanuit Marokko naar Nederland en studeerde maatschappelijk werk aan de Hogeschool Haarlem. Ook volgde hij een lasopleiding bij Koninklijke Hoogovens. Hij was werkzaam bij verschillende schoonmaakbedrijven en fabrieken en bij stichtingen die hulp boden aan buitenlanders en minderheden. Houda was ook werkzaam bij Humanitas voordat hij in 1989 zijn eigen textielonderneming Houda Textiel startte.
Hij werd in 1989 gemeenteraadslid voor de PvdA in Haarlem en kwam op 30 augustus 1994 tussentijds in de Tweede Kamer nadat enkele partijgenoten toe traden tot het kabinet-Kok I. In de kamer hield hij zich bezig met economische zaken, defensie en Europese samenwerking.
In augustus 1997 kwam Houda in opspraak toen hij in het televisieprogramma NOVA beschuldigd werd van belastingontduiking via zijn bedrijf. De voorzitter van de Algemene Rekenkamer, Frans Kordes, leidde een onderzoek en concludeerde dat Houda weliswaar juridisch niets aan te rekenen viel maar ethisch wel en dat hijzelf in deze situatie op zou stappen. Het PvdA-fractiebestuur drong ook aan op het vertrek van Houda maar deze bleef in de fractie. Op 7 november van dat jaar kwam hij wederom via NOVA in opspraak. Ditmaal ging het over zijn betrokkenheid bij zijn onderneming, die hij formeel op naam van zijn vrouw gezet had, tijdens zijn Kamerlidmaatschap en over zwartwerk door medewerkers. Houda stapte dit keer wel op en verliet de kamer op 18 november, waarna hij zijn werkzaamheden middels Houda Textiel weer opnam.
In 2011 stond hij verkiesbaar op de kandidatenlijst van de PvdA voor de Provinciale Statenverkiezingen in Noord-Holland.
- Parlement.com: vg09lllwhixq